# Perry Mason (personnage de fiction)
Pour les articles homonymes, voir Perry Mason.
Perry Mason, l'avocat détective, est le héros d'une série de romans policiers judiciaires, publiés par Erle Stanley Gardner entre 1933 et 1973, et qui a donné lieu à une célèbre série télévisée des années 1950 et 1960, suivie d'une deuxième  dans les années 1980 et 1990, toutes deux mettant en vedette l'acteur canadien Raymond Burr ; et enfin d’une troisième dans les années 2020, interprétée par Matthew Rhys.
Le personnage a également été incarné au cinéma dès 1934 par Warren William.
Perry Mason est le héros de plus de quatre-vingts romans et nouvelles, dont la plupart racontent un complot visant à rendre coupable le client défendu en cour par Perry Mason. En mesure d'établir l'innocence de son client, l'avocat pousse le vrai coupable dans ses retranchements par un interrogatoire serré et le contraint ainsi à avouer son crime devant le tribunal.

## Romans de la sériePerry Mason
1. The Case of the Velvet Claws (1933) Publié en français sous le titre Perry Mason et les griffes de velours, Paris, Gallimard, coll. Détective no 48, 1935 Publié en français dans une autre traduction sous le titre Perry Mason sur la corde raide, Paris, Gallimard, Série blême no 22, 1951 ; réédition sous le titre Sur la corde raide, Paris, J'ai lu no 1502, 1983 ; réédition sous le titre Perry Mason sur la corde raide dans Erle Stanley Gardner 1, Paris, Librairie des Champs-Élysées, Les Intégrales du Masque, 1998 ; réédition, Librairie des Champs-Élysées, Pulp serie no 13, 1999 Publié en français sous le titre L'Avocat accusé, Paris, Presses de la Cité, Un mystère no 738, 1965
2. The Case of the Sulky Girl (1933) Publié en français sous le titre Perry Mason et la jeune fille boudeuse, Paris, Gallimard, coll. Scarabée d'or no 2, 1936 ; réédition sous le titre La Jeune Fille boudeuse, Paris, Gallimard, Série blême no 18, 1951 ; réédition, Paris, J'ai lu no 1459, 1983 Publié en français dans une autre traduction sous le titre La Blonde boudeuse, Paris, Presses de la Cité, Un mystère no 705, 1964 ; réédition dans Erle Stanley Gardner 1, Paris, Librairie des Champs-Élysées, Les Intégrales du Masque, 1998
3. The Case of the Lucky Legs (1934) Publié en français sous le titre Jambes d'or, Paris, Arthaud, coll. L'Aigle noir no 6, 1949 Publié en français dans une autre traduction sous le titre Jeu de jambes, Paris, Presses de la Cité, Un mystère no 260, 1956 ; réédition dans Perry Mason, Paris, Omnibus, 1998
4. The Case of the Howling Dog (1934) Publié en français sous le titre L'Avocat du diable, Paris, Gallimard, Série blême no 20, 1951 ; réédition, Paris, J'ai lu no 2073, 1986 ; réédition dans Erle Stanley Gardner 1, Paris, Librairie des Champs-Élysées, Les Intégrales du masque, 1998 Publié en français dans une autre traduction sous le titre Coups de crocs, Paris, Presses de la Cité, Un mystère no 680, 1963 ; réédition, Paris, Presses de la Cité, coll. Classiques du roman policier no 35, 1983
5. The Case of the Curious Bride (1935) Publié en français sous le titre L'Étrange Épouse, Paris, Arthaud, coll. L'Aigle noir no 2, 1948 Publié en français sous le titre L'Épouse épouvantée, Paris, Presses de la Cité, Un mystère no 263, 1956 ; réédition, Paris, Presses de la Cité, Les chefs-d'œuvre du roman policier, 1972 ; réédition dans Erle Stanley Gardner 1, Paris, Librairie des Champs-Élysées, Les Intégrales du Masque, 1998 ; réédition de la même traduction sous le titre L'Épouse trop curieuse, Paris, J'ai lu no 1919, 1985
6. The Case of the Counterfeit Eye (1935) Publié en français sous le titre L'Homme à l'œil de verre, Paris, Arthaud, coll. L'Aigle noir no 1, 1948 Publié en français dans une autre traduction sous le titre Le Borgne bizarre, Paris, Presses de la Cité, Un mystère no 272, 1956 ; réédition de la même traduction sous le titre L'Œil de verre, Paris, J'ai lu no 1574, 1983
7. The Case of the Caretaker's Cat (1935) Publié en français sous le titre Perry Mason et le mystère du chat, Paris, Gallimard, coll. Scarabée d'or no 21, 1938 Publié en français dans une autre traduction sous le titre Un chat pour client, Paris, Presses de la Cité, Un mystère, 1964
8. The Case of the Sleepwalker's Niece (1936) Publié en français sous le titre Perry Mason et la nièce du somnambule, Paris, Gallimard, coll. Scarabée d'or no 17, 1938 Publié en français dans une autre traduction sous le titre La Nièce du somnambule, Paris, Presses de la Cité, Un mystère no 6, 1949 ; réédition, Paris, Presses de la Cité, Mystère no 61, 1967 ; réédition, Paris, J'ai lu no 1546, 1983 ; réédition dans Erle Stanley Gardner 1, Paris, Librairie des Champs-Élysées, Les Intégrales du Masque, 1998
9. The Case of the Stuttering Bishop (1936) Publié en français sous le titre Perry Mason et l'évêque bègue, Paris, Gallimard, coll. Scarabée d'or no 24, 1939 Publié en français sous le titre L'Évêque bègue, Paris, Presses de la Cité, Un mystère n°9, 1949 ; réédition, Paris, Presses-Pocket no 1326, 1976 ; réédition, Paris, J'ai lu no 2571, 1989 ; réédition dans Erle Stanley Gardner 1, Paris, Librairie des Champs-Élysées, Les Intégrales du Masque, 1998
10. The Case of the Dangerous Dowager (1937) Publié en français sous le titre La Dangereuse Douairière, Paris, Arthaud, coll. L'Aigle noir no 3, 1948 Publié en français dans une autre traduction sous le titre La Veuve vigilante, Paris, Presses de la Cité, Un mystère no 270, 1956
11. The Case of the Lame Canary (1937) Publié en français sous le titre Perry Mason et le canari boiteux, Paris, Gallimard, coll. Scarabée d'or n°29, 1940 Publié en français dans une autre traduction sous le titre Le Canari boiteux, Paris, Presses de la Cité, Un mystère no 8, 1949 ; réédition, Paris, J'ai lu no 1632, 1984
12. The Case of the Substitute Face (1938) Publié en français sous le titre Visage de rechange, Paris, Presses de la Cité, Un mystère no 1, 1949
13. The Case of the Shoplifter's Shoe (1938) Publié en français sous le titre L'Escarpin de la souris, Paris, Presses de la Cité, Un mystère no 35, 1950
14. The Case of the Perjured Parrot (1939) Publié en français sous le titre Le Perroquet faux témoin, Paris, Presses de la Cité, Un mystère no 17, 1950
15. The Case of the Rolling Bones (1939) Publié en français sous le titre Crime en deux temps, Paris, Presses de la Cité, Un mystère no 12, 1950
16. The Case of the Baited Hook (1940) Publié en français sous le titre La Femme au masque, Paris, Presses de la Cité, Un mystère no 7, 1949 ; réédition, Paris, Ditis, coll. La Chouette no 158, 1960 ; réédition, Paris, Librairie des Champs-Élysées, Le Masque no 1797, 1985
17. The Case of the Silent Partner (1940) Publié en français sous le titre L'Adversaire associé, Paris, Presses de la Cité, Un mystère no 153, 1953
18. The Case of the Haunted Husband (1941) Publié en français sous le titre Le Mari fantôme, Paris, Presses de la Cité, Un mystère no 16, 1950
19. The Case of the Empty Tin (1941) Inédit en français
20. The Case of the Drowning Duck (1942) Publié en français sous le titre Le canard qui se noie, Paris, Presses de la Cité, Un mystère no 191, 1954 ; réédition, Paris, Presses de la Cité, coll. Télé-Mystère no 8, 1967
21. The Case of the Careless Kitten (1942) Publié en français sous le titre La Langue au chat, Paris, Presses de la Cité, Un mystère no 90, 1952
22. The Case of the Buried Clock (1943) Publié en français sous le titre La Pendule enterrée, Paris, Presses de la Cité, Un mystère no 124, 1953
23. The Case of the Drowsy Mosquito (1943) Publié en français sous le titre Le Moustique flemmard, Paris, Presses de la Cité, Un mystère no 81, 1952
24. The Case of the Crooked Candle (1944) Publié en français sous le titre La Bougie bancale, Paris, Presses de la Cité, Un mystère no 386, 1958
25. The Case of the Black-Eyed Blonde (1944) Publié en français sous le titre La Blonde au coquard, Paris, Presses de la Cité, Un mystère no 32, 1950 ; réédition sous le titre Une blonde pour Perry Mason, Paris, Librairie des Champs-Élysées, coll. Pulp série no 5, 1998
26. The Case of the Golddigger's Purse (1945) Publié en français sous le titre Poisson en péril, Paris, Presses de la Cité, Un mystère no 199, 1955
27. The Case of the Half-Wakened Wife (1945) Publié en français sous le titre L'Épouse mal réveillée, Paris, Presses de la Cité, Un mystère no 105, 1952 ; réédition dans Objection, votre Honneur, Paris, Omnibus, 1998
28. The Case of the Borrowed Brunette (1946) Publié en français sous le titre La Brunette bouclée, Paris, Presses de la Cité, Un mystère no 49, 1951
29. The Case of the Fan Dancer's Horse (1947) Publié en français sous le titre La Danseuse et le Cheval, Paris, Presses de la Cité, Un mystère no 47, 1951
30. The Case of the Lazy Lover (1947) Publié en français sous le titre L'Amant paresseux, Paris, Presses de la Cité, Un mystère no 45, 1951
31. The Case of the Lonely Heiress (1948) Publié en français sous le titre Cœurs à vendre, Paris, Presses de la Cité, Un mystère no 67, 1951 ; réédition dans Perry Mason, Paris, Omnibus, 1998
32. The Case of the Vagabond Virgin (1948) Publié en français sous le titre La Vierge vagabonde, Paris, Presses de la Cité, Un mystère no 39, 1950
33. The Case of the Dubious Bridegroom (1949) Publié en français sous le titre Le Bigame innocent, Paris, Presses de la Cité, Un mystère no 40, 1950
34. The Case of the Cautious Coquette (1949) Publié en français sous le titre La Prudente Pin-Up, Paris, Presses de la Cité, Un mystère no 53, 1951 ; réédition dans Perry Mason, Paris, Omnibus, 1998
35. The Case of the Negligent Nymph (1950) Publié en français sous le titre La Nymphe négligente, Paris, Presses de la Cité, Un mystère no 206, 1955 ; réédition dans Perry Mason, Paris, Omnibus, 1998
36. The Case of the One-Eyed Witness (1950) Publié en français sous le titre Chantage à l'œil, Paris, Presses de la Cité, Un mystère no 60, 1951
37. The Case of the Fiery Fingers (1951) Publié en français sous le titre Les Doigts de flamme, Paris, Presses de la Cité, Un mystère no 99, 1952
38. The Case of the Angry Mourner (1951) Publié en français sous le titre L'Amoureux agressif, Paris, Presses de la Cité, Un mystère no 113, 1953 ; réédition Paris, Presses-Pocket no 1023, 1973
39. The Case of the Moth-Eaten Mink (1952) Publié en français sous le titre Le Vison mité, Paris, Presses de la Cité, Un mystère no 168, 1954
40. The Case of the Grinning Gorilla (1952) Publié en français sous le titre Gare au gorille, Paris, Presses de la Cité, Un mystère no 140, 1953 ; réédition dans Perry Mason, Paris, Omnibus, 1998
41. The Case of the Hesitant Hostess (1953) Publié en français sous le titre L'Hôtesse hésitante, Paris, Presses de la Cité, Un mystère no 148, 1953 ; réédition dans Perry Mason, Paris, Omnibus, 1998
42. The Case of the Green-Eyed Sister (1953) Publié en français sous le titre La Vamp aux yeux verts, Paris, Presses de la Cité, Un mystère no 257, 1956 ; réédition dans Perry Mason, Paris, Omnibus, 1998
43. The Case of the Fugitive Nurse (1954) Publié en français sous le titre La Femme futée, Paris, Presses de la Cité, Un mystère no 225, 1955
44. The Case of the Runaway Corpse (1954) Publié en français sous le titre Le Cadavre cavaleur, Paris, Presses de la Cité, Un mystère no 214, 1955 ; réédition dans Objection, votre Honneur, Paris, Omnibus, 1998
45. The Case of the Restless Redhead (1954) Publié en français sous le titre La rousse se remue, Paris, Presses de la Cité, Un mystère no 221, 1955
46. The Case of the Sun Bather's Diary (1955) Publié en français sous le titre La Nudiste navrée, Paris, Presses de la Cité, Un mystère no 247, 1955
47. The Case of the Glamorous Ghost (1955) Publié en français sous le titre Le fantôme a du sex-appeal, Paris, Presses de la Cité, Un mystère no 251, 1956
48. The Case of the Nervous Accomplice (1955) Publié en français sous le titre Le Séduisante Spéculatrice, Paris, Presses de la Cité, Un mystère no 353, 1957
49. The Case of the Terrified Typist (1956) Publié en français sous le titre La Dactylo dégourdi, Paris, Presses de la Cité, Un mystère no 309, 1956
50. The Case of the Gilded Lily (1956) Publié en français sous le titre L'Entôleuse émotive, Paris, Presses de la Cité, Un mystère no 340, 1957
51. The Case of the Demure Defendant (1956) Publié en français sous le titre L'Accusée accomplie, Paris, Presses de la Cité, Un mystère no 316, 1957
52. The Case of the Screaming Woman (1957) Publié en français sous le titre Le Mari menteur, Paris, Presses de la Cité, Un mystère no 381, 1958
53. The Case of the Lucky Loser (1957) Publié en français sous le titre Le Chauffard chanceux, Paris, Presses de la Cité, Un mystère no 359, 1957
54. The Case of the Daring Decoy (1957) Publié en français sous le titre Un fieffé filou, Paris, Presses de la Cité, Un mystère no 413, 1958
55. The Case of the Foot-Loose Doll (1958) Publié en français sous le titre Pic et pic et drôle de drame, Paris, Presses de la Cité, Un mystère no 470, 1959
56. The Case of the Long-Legged Models (1958) Publié en français sous le titre Trois poupées perfides, Paris, Presses de la Cité, Un mystère no 448, 1958
57. The Case of the Calendar Girl (1958) Publié en français sous le titre Le Modèle meurtri, Paris, Presses de la Cité, Un mystère no 502, 1959
58. The Case of the Singing Skirt (1959) Publié en français sous le titre Carrousel de calibres, Paris, Presses de la Cité, Un mystère no 520, 1960
59. The Case of the Mythical Monkeys (1959) Publié en français sous le titre Les Singes subtils, Paris, Presses de la Cité, Un mystère no 512, 1960
60. The Case of the Deadly Toy (1959) Publié en français sous le titre L'Horrible Hypothèse, Paris, Presses de la Cité, Un mystère no 496, 1959
61. The Case of the Waylaid Wolf (1960) Publié en français sous le titre Satyre au sang, Paris, Presses de la Cité, Un mystère no 543, 1960
62. The Case of the Duplicate Daughter (1960) Publié en français sous le titre Piège pour Perry, Paris, Presses de la Cité, Un mystère no 549, 1960
63. The Case of the Shapely Shadow (1960) Publié en français sous le titre La Silhouette sexy, Paris, Presses de la Cité, Un mystère, no 566, 1960
64. The Case of the Spurious Spinster (1961) Publié en français sous le titre Sombre Samedi, Paris, Presses de la Cité, Un mystère no 585, 1961
65. The Case of the Bigamous Spouse (1961) Publié en français sous le titre Chantage couplé, Paris, Presses de la Cité, Un mystère no 599, 1962
66. The Case of the Reluctant Model (1962) Publié en français sous le titre Le Faux Frey, Paris, Presses de la Cité, Un mystère no 627, 1962
67. The Case of the Blonde Bonanza (1962) Publié en français sous le titre Curieux Contrat, Paris, Presses de la Cité, Un mystère no 669, 1963
68. The Case of the Ice-Cold Hands (1962) Publié en français sous le titre Au grand galop, Paris, Presses de la Cité, Un mystère no 684, 1963
69. The Case of the Amorous Aunt (1963) Publié en français sous le titre Menace de mariage, Paris, Presses de la Cité, Un mystère, no 699, 1964
70. The Case of the Step-Daughter's Secret (1963) Publié en français sous le titre Au mauvais moment, Paris, Presses de la Cité, Un mystère no 696, 1964
71. The Case of the Mischievous Doll (1963) Publié en français sous le titre Le Sosie suspect, Paris, Presses de la Cité, Un mystère no 694, 1963
72. The Case of the Phantom Fortune (1964) Publié en français sous le titre La Fortune fantôme, Paris, Presses de la Cité, Un mystère no 720, 1965
73. The Case of the Horrified Heirs (1964) Publié en français sous le titre Les Héritiers horrifiés, Paris, Presses de la Cité, Un mystère no 730, 1965
74. The Case of the Daring Divorcee (1964) Publié en français sous le titre Divorce à la diable, Paris, Presses de la Cité, Un mystère no 714, 1964
75. The Case of the Troubled Trustee (1965) Publié en français sous le titre Le Troisième Trou, Paris, Presses de la Cité, Un mystère no 746, 1965 ; réédition dans Objection, votre Honneur, Paris, Omnibus, 1998
76. The Case of the Beautiful Beggar (1965) Publié en français sous le titre L'Inquiétante Ingénue, Paris, Presses de la Cité, Un mystère no 762, 1965
77. The Case of the Worried Waitress (1966) Publié en français sous le titre La Serveuse soucieuse, Paris, Presses de la Cité, Mystère 2e série, no 49, 1967
78. The Case of the Queenly Contestant (1967) Publié en français sous le titre La Reine Mère, Paris, Presses de la Cité, Mystère, 2e série no 64, 1967
79. The Case of the Careless Cupid (1968) Publié en français sous le titre Le Cupidon cupide, Paris, Presses de la Cité, Mystère, 3e série, no 6, s.d.
80. The Case of the Fabulous Fake (1969) Publié en français sous le titre Meurtre en 3 D, Paris, Presses de la Cité, Mystère, 3e série no 50, 1970
81. The Case of the Fenced-In Woman (1972), roman posthume Publié en français sous le titre Le Bain de barbelés, Paris, Presses de la Cité, coll. Punch no 8, 1973
82. The Case of the Postponed Murder (1973), roman posthume Inédit en français